# Okręgowe rozgrywki w piłce nożnej woj. białostockiego (1948)
14. Edycja okręgowych rozgrywek w piłce nożnej województwa białostockiego

Okręgowe rozgrywki w piłce nożnej województwa białostockiego prowadzone są przez Białostocki Okręgowy Związek Piłki Nożnej, rozgrywane są w trzech ligach, najwyższym poziomem jest klasa A, następnie klasa B (2 grupy) i klasa C (3 grupy). 

Mistrzostwo Okręgu zdobyła drużyna Wici Białystok. 

Drużyny z województwa białostockiego występujące w centralnych i makroregionalnych poziomach rozgrywkowych:
- I Liga - brak

| Rozgrywki | Poziomy rozgrywkowe w sezonie 1948 | Poziomy rozgrywkowe w sezonie 1948 | Poziomy rozgrywkowe w sezonie 1948 | Poziomy rozgrywkowe w sezonie 1948 | Poziomy rozgrywkowe w sezonie 1948 | Poziomy rozgrywkowe w sezonie 1948 | Poziomy rozgrywkowe w sezonie 1948 |
| --------- | ---------------------------------- | ---------------------------------- | ---------------------------------- | ---------------------------------- | ---------------------------------- | ---------------------------------- | ---------------------------------- |
| Centralne | I poziom ligowy                    | I Liga                             | I Liga                             | I Liga                             | I Liga                             | I Liga                             | I Liga                             |
| Okręgowe  | II poziom ligowy                   | Klasa A                            | Klasa A                            | Klasa A                            | Klasa A                            | Klasa A                            | Klasa A                            |
| Okręgowe  | III poziom ligowy                  | Klasa B - gr.I                     | Klasa B - gr.I                     | Klasa B - gr.I                     | Klasa B - gr.II                    | Klasa B - gr.II                    | Klasa B - gr.II                    |
| Okręgowe  | IV poziom ligowy                   | Klasa C - gr.I                     | Klasa C - gr.I                     | Klasa C - gr.II                    | Klasa C - gr.II                    | Klasa C - gr.III                   | Klasa C - gr.III                   |

## Klasa A - II poziom rozgrywkowy
| Poz. | Drużyna               | M  | Z | R | P | Bramki | Punkty |
| ---- | --------------------- | -- | - | - | - | ------ | ------ |
| 1    | Wici Białystok        | 10 | 6 | 2 | 2 | 25-11  | 14     |
| 2    | KS ZZK Ełk            | 10 | 6 | 0 | 4 | 27-21  | 12     |
| 3    | WKS Piechur Białystok | 10 | 5 | 2 | 3 | 27-22  | 12     |
| 4    | WKS Wigry Suwałki     | 10 | 5 | 1 | 4 | 17-17  | 11     |
| 5    | OMTUR Hajnówka (b)    | 10 | 4 | 0 | 6 | 19-25  | 8      |
| 6    | WKS Mazur Ełk         | 10 | 1 | 1 | 8 | 7-26   | 3      |

- Przed sezonem zmiana nazwy KKS Ełk na KS ZZK Ełk (Klub Sportowy Związku Zawodowego Kolejarzy).
- Zmiana nazwy WKS na WKS Wigry Suwałki.

 Eliminacje do 1 i 2 Ligi 
| Poz. | Drużyna         | M | Z | R | P | Bramki | Punkty |
| ---- | --------------- | - | - | - | - | ------ | ------ |
| 1    | PTC Pabianice   | 6 |   |   |   | 17-3   | 9      |
| 2    | Gwardia Kielce  | 6 |   |   |   | 24-6   | 9      |
| 3    | Ognisko Siedlce | 6 |   |   |   | 9-21   | 5      |
| 4    | Wici Białystok  | 6 | 0 | 1 | 0 | 6-26   | 1      |

|  | awans do eliminacji o 1 ligę |
|  | awans do 2 Ligi              |

## Klasa B - III poziom rozgrywkowy
Grupa I

| Poz. | Drużyna              | M | Z | R | P | Bramki | Punkty |
| ---- | -------------------- | - | - | - | - | ------ | ------ |
| ?    | ZZK II Ełk (b)       | 8 |   |   |   |        |        |
| ?    | WKS II Suwałki       | 8 |   |   |   |        |        |
| ?    | Artylerzysta Giżycko | 8 |   |   |   |        |        |
| ?    | Zryw Suwałki         | 8 |   |   |   |        |        |
| 5    | WKS II Mazur Ełk     | 8 |   |   |   |        |        |

- Brak pełnej tabeli i wyników.

Grupa II

Tabela szczątkowa, brak niektórych wyników. 
| Poz. | Drużyna                      | M | Z | R | P | Bramki | Punkty |
| ---- | ---------------------------- | - | - | - | - | ------ | ------ |
| 1    | Wopista Białystok (b)        | 4 |   |   |   | 14-7   | 6      |
| 2    | ZZK Starosielce (b)          | 5 |   |   |   | 11-11  | 6      |
| 3    | Zetempowiec Wysokie Maz. (b) | 4 |   |   |   | 6-6    | 4      |
| 4    | Zetempowiec Łomża (s)        | 4 |   |   |   | 6-6    | 4      |
| 5    | Pluszowiec Białystok (b)     | 4 |   |   |   | 2-9    | 2      |

- Decyzją władz OZPN Gwardia (klasa C) przejęła miejsce po rozwiązanym klubie Wopista Białystok, który uzyskał awans do klasy A.
- OMTUR Łomża zmienił nazwę na Zetempowiec Łomża.

Baraże o klasę A
- Mecze wygrała Gwardia Białystok.

## Klasa C - IV poziom rozgrywkowy
Grupa I

| Poz. | Drużyna           | M | Z | R | P | Bramki | Punkty |               |
| ---- | ----------------- | - | - | - | - | ------ | ------ | ------------- |
| 1    | Ogniwo Białystok  |   |   |   |   |        |        |               |
| ?    | Gwardia Białystok |   |   |   |   |        |        | Awans klasa A |
| ?    | b.d.              |   |   |   |   |        |        |               |
| ?    | b.d.              |   |   |   |   |        |        |               |

- Brak pełnej tabeli i wyników, awansowało Ogniwo Białystok.
- Decyzją władz OZPN Gwardia przejęła miejsce po rozwiązanym klubie Wopista Białystok, który uzyskał awans do klasy A.

Grupa II

| Poz. | Drużyna                   | M | Z | R | P | Bramki | Punkty |
| ---- | ------------------------- | - | - | - | - | ------ | ------ |
| 1    | LZS Szczuczyn             |   |   |   |   | b.d.   | b.d.   |
| ?    | OMTUR/Związkowiec Grajewo |   |   |   |   | 4-6    | 2      |
| ?    | b.d.                      |   |   |   |   |        |        |
| ?    | b.d.                      |   |   |   |   |        |        |

- Brak pełnej tabeli i wyników, awansował LZS Szczuczyn.

Grupa III

| Poz. | Drużyna             | M | Z | R | P | Bramki | Punkty |
| ---- | ------------------- | - | - | - | - | ------ | ------ |
| 1    | LZS Bielsk Podlaski | 6 | 5 | 0 | 1 | 30-3   | 10     |
| 2    | SKS Supraśl         | 6 | 4 | 1 | 1 | 14-6   | 9      |
| 3    | Błękit Łapy         | 5 | 0 | 2 | 3 | 9-15   | 2      |
| 4    | Huragan Białystok   | 5 | 0 | 1 | 4 | 5-34   | 1      |

- Brak wyniku jednego meczu.
- Supraślanka zmieniła nazwę na SKS Supraśl.
- Huragan Białystok został rozwiązany po sezonie.